# Centro Brasileiro de Materiais Biológicos
O Centro Brasileiro de Material Biológico (CBMB), resultado de um termo de cooperação entre o Instituto Nacional da Propriedade Industrial (INPI) e o Instituto Nacional de Metrologia, Normalização e Qualidade Industrial (INMETRO), tem como um dos principais objetivos acolher materiais biológicos que complementam os pedidos de patentes na área de biotecnologia. Atualmente encontra-se em fase de construção no Parque Tecnológico do INMETRO em Xerém, Distrito de Duque de Caxias, Estado do Rio de Janeiro. O projeto de construção do CBMB visa atender as exigências do artigo 24 parágrafo único da Lei da Propriedade Industrial nº 9.279 (LPI), de 14 de maio de 1996: "no caso de material biológico essencial à realização prática do objeto do pedido e que não possa ser descrito na forma deste artigo e ainda que não estiver acessível ao público, o relatório deverá ser suplementado por um depósito do material em uma instituição autorizada pelo Instituto Nacional de Propriedade Industrial (INPI) ou indicada em um acordo internacional". O Tratado de Budapeste é o tratado internacional que versa sobre o reconhecimento do depósito de microorganismos para efeitos de procedimentos em matéria de patentes. Através das regras estabelecidas pelo Tratado de Budapeste, é possível realizar um depósito unitário do material biológico em questão em qualquer uma das chamadas International Depositary Authorities (IDA). Este depósito único é suficiente para suprir o critério de suficiência descritiva quando do depósito de um pedido de patente. Os países signatários do Tratado de Budapeste, além de outros países não signatários, a critério próprio, reconhecem o depósito em qualquer destas instituições. Uma das principais vantagens do tratado é a redução dos custos de depósito de patentes, pesquisa e desenvolvimento, e o fato dos países signatários não precisarem implantar uma IDA (Autoridade Depositária Internacional) no seu próprio território. Até o pleno funcionamento do CBMB, o INPI, através do Ato Normativo 127/97, item 16.1.1.2,  autoriza o depósito dos materiais biológicos em qualquer IDA reconhecida pelo Tratado de Budapeste, embora o Brasil não seja signatário do mesmo. O CBMB facilitará os depositantes de patentes nacionais na área de biotecnologia, que ora são obrigados a recorrerem ao exterior, prevendo a recepção de material biológico para fins de patente, laboratórios para estudos, back-up de linhagens de outras coleções nacionais consideradas estratégicas além de estudos sobre metrologia aplicada à área biológica.